# 石川県道260号久川馬場線
石川県道260号久川馬場線（いしかわけんどう260ごう くかわばんばせん）とは、石川県輪島市内を通る一般県道（石川県道）である。

## 路線概要
- 起点：石川県輪島市門前町久川22字101番地先
- 終点：石川県輪島市門前町馬場チ字1番1地先（＝石川県道50号穴水剱地線交点）

輪島市門前町南西部を流れる仁岸川沿い形成された集落を結ぶ。当県道は長らく、終点の馬場（ばんば）で石川県道50号穴水剱地線と接続し、起点のある久川地区までとその周辺の集落をつなぐのみであったが、2008年（平成20年）3月の窕（うつろ）トンネルを含む羽咋郡市門前基幹農道（能登外浦地区）の開通により、隣接する羽咋郡志賀町（旧富来町）とつながった。
道路の幅員は、久川から馬渡（まわたり）までは両側1車線程度であるが、馬渡から終点の馬場までは両側2車線（片側1車線）である。

## 歴史
- 1960年（昭和35年）10月15日：路線認定。

## 接続道路
- 羽咋郡市門前基幹林道（能登外浦広域農道）（輪島市門前町馬渡）
- 石川県道50号穴水剱地線（輪島市門前町馬場：終点）

## バス路線
- 北鉄奥能登バス（久川線：久川 - 上馬場）